# ضفدع كولاي
ضفدع كولاي (الاسم العلمي: Rana culaiensis) هو نوع من الحيوانات يتبع جنس الضفدع الحقيقي من فصيلة الضفادع الحقيقية.
سمي هذا النوع نسبةً إلى جبل كولاي في الصين.